# Klimatboken
Klimatboken är en fackbok om ämnet klimatförändring och klimatskydd skriven av Greta Thunberg i samarbete med många forskare och vetenskapsjournalister. Det engelska originalet och översättningar till bland annat tyska, nederländska, spanska, portugisiska, franska, italienska, svenska, danska och norska språk publicerades nästan samtidigt i oktober 2022.

## Innehåll och syfte
Boken är ett tvärvetenskapligt samarbete som är indelad i fem delar genom en övergripande struktur. Sammanlagt har mer än 100 experter från många discipliner som geofysik, meteorologi, teknik, matematik, historia samt ledare från ursprungsbefolkningen bidragit till boken. De enskilda bidragen är grupperade i större avsnitt genom introduktioner av Thunberg. Dessa är:
- 1: Hur klimatet fungerar;
- 2: Hur vår planet förändras;
- 3: Hur det påverkar oss;
- 4: Vad vi har gjort åt det;
- 5: Vad vi måste göra nu.

I boken försöker man lägga grunden för en komplex förståelse av den globala klimatkrisen och skissera på åtgärder för att hantera den. Klimatutbildning ska främjas i skolor och media, vilket ses som en förutsättning för meningsfulla åtgärder. Thunberg gör ett försök att ta itu med vad hon ser som en falsk balans i rapporteringen, genom att avslöja manipuleringen av miljöstatistik genom att "förhandla bort" utsläpp och vilseledande etiketter som "grön" vätgas, och genom att göra rösterna från dem som för närvarande är mest drabbade av klimatförändringarnas effekter från det globala syd hörda.
Ett unikt inslag i boken, som skulle kunna ses som en kritik i en bok med denna ambition, är att den saknar en bibliografi och en stor annotationsapparat. Auktoriserade experterDe citeras inte, deras ståndpunkter refereras inte, men de kommer själva till tals..